# Avis d'adresse
En droit des sûretés au Québec, un avis d'adresse est un document qu'un créancier ayant une créance sur un immeuble inscrit au registre foncier devrait idéalement déposer sur ce registre afin d'être informé de tout droit futur qui serait présenté pour inscription sur le même lot.
Dans le futur, si un autre créancier veut inscrire un droit sur ce même lot, l'avis d'adresse permet au créancier ayant déposé l'avis d'en être avisé parce qu’il a inscrit son avis d’adresse à l’époque où il a inscrit son hypothèque. En cas de préavis d'exercice de droit hypothécaire, tous les créanciers ayant publié un avis d'adresse vont être informée et les choses vont commencer à bouger sur le plan du litige. Même celui qui prend le recours est avisé. 
La notion d’avis d’adresse s’applique également pour le RDPRM, mais avec un numéro et des formulaires différents. 
L'avis d'adresse est dans l'avant-dernière colonne d'une fiche à l'Index aux immeubles. 

## Disposition principales
L'article 3022 du Code civil du Québec énonce qui a le droit d'inscrire un avis d'adresse. 

« 3022. Les créanciers prioritaires ou hypothécaires, ou leurs ayants cause, les titulaires d’un droit réel, les époux ou conjoints unis civilement qui publient une déclaration de résidence familiale ou les bénéficiaires de cette déclaration, ou encore toute autre personne intéressée, peuvent requérir, de la manière prévue par les règlements, l’inscription de leur adresse afin que l’officier leur notifie certains événements qui touchent leur droit. Ils ne peuvent, toutefois, requérir cette inscription en regard d’un droit publié à l’index des noms du registre foncier.
L’inscription d’une adresse sur le registre foncier vaut pour une période de 30 ans; elle peut être renouvelée. Celle qui est faite sur le registre des droits personnels et réels mobiliers vaut tant que subsiste la publicité du droit auquel elle se rapporte.
Les réquisitions d’inscription d’une adresse ne sont soumises à aucune exigence d’attestation. »

Le seul fait d'avoir le droit d'inscrire un avis d'adresse ne donne pas un droit automatique d'être informé par l'Officier de la publicité des droits. Par exemple, le seul fait d'avoir inscrit une déclaration de résidence familiale ne va pas faire en sorte que la personne sera informée d'un changement sur les droits hypothécaires du lot. 
Pour être informé d'un changement, il faut avoir inscrit un avis d'adresse, comme l'indique l'article 3017 C.c.Q..

« 3017. 
L’officier est tenu de notifier, dans les meilleurs délais, à chaque personne qui a requis l’inscription de son adresse, que le bien sur lequel son droit est publié est l’objet d’un préavis d’exercice d’un droit hypothécaire ou d’un préavis de vente pour défaut de paiement de l’impôt foncier. Il fait de même lorsqu’un avis exige l’abandon de la prise en paiement ou lorsque l’immeuble, a été adjugé pour défaut de paiement de l’impôt foncier ou fait l’objet d’une saisie; l’officier indique, le cas échéant, le lieu et la date de la vente.
Une telle notification doit être faite au procureur général lorsqu’il s’agit d’un bien grevé d’une hypothèque ou s’il s’agit d’une créance prioritaire publiée en faveur de l’État. Elle doit aussi être faite à La Financière agricole du Québec et à la Société d’habitation du Québec lorsqu’il s’agit d’immeubles grevés d’hypothèques publiées en leur faveur.
La personne qui a requis l’inscription d’une adresse est réputée avoir été notifiée sur simple preuve de la transmission, à cette adresse, des renseignements exigés de l’officier. »

En pratique, un procureur doit inscrire l'avis d'adresse pour son client, sinon il risque de faire l'objet de plaintes disciplinaires.